# Laborie
Laborie es una villa de Santa Lucía que forma parte del distrito de Laborie como su cabecera.